# Architis capricorna
Architis capricorna är en spindelart som beskrevs av James E. Carico 1981. Architis capricorna ingår i släktet Architis och familjen vårdnätsspindlar. Inga underarter finns listade i Catalogue of Life.